# Francis Charles Fraser
Pour les articles homonymes, voir Fraser.
Francis Charles Fraser 16 juin 1903 — 21 octobre 1978) est un spécialiste des cétacés.

## Biographie
Il travaille au Musée d'histoire naturelle de Londres de 1933 à 1969. Il est élu membre de la Royal Society en 1966.
Le Dauphin de Fraser est ainsi nommé en son honneur.